# Unión Demócrata y Cristiana Eslovaca-Partido Democrático
La Unión Demócrata y Cristiana Eslovaca-Partido Democrático (en eslovaco es Slovenská demokratická a kresťanská únia – Demokratická strana y abreviado SDKÚ-DS) fue un partido liberal, conservador y democristiano de Eslovaquia. Era miembro del Partido Popular Europeo y estuvo en el gobierno eslovaco en 2 ocasiones (1998-2006 y 2010-2012).

## Ideología
SDKÚ-DS fue un partido de centro-derecha, que se presentaba a sí mismo como una alternativa a la ideología socialdemócrata del partido Dirección-Socialdemocracia (Smer-SD). En las ocasiones que llegó a ser gobierno, SDKÚ-DS generalmente formó acuerdos con otros partidos de centro-derecha y nunca llegó a gobernar en solitario. El partido criticaba  las políticas del partido Smer-SD de Robert Fico, a las que calificaba de irresponsables, insostenibles y populistas. Sus políticas incluían la continuación de las reformas que tuvieron lugar antes de 2006, como la reforma fiscal, recortes de prestaciones sociales, la reforma de las pensiones, la reforma de salud, etc.

## Historia
En 1998, el SDK fue creado como una coalición de cinco pequeños partidos de centro-derecha y centro-izquierda que tengan la intención de participar en las elecciones parlamentarias eslovacas ese año. El acuerdo inicial era formar un partido con 150 miembros y luego disolverse tras las elecciones de 1998. Después de las exitosas elecciones de 1998, se formó gobierno con el Movimiento Demócrata Cristiano (KDH), el Partido de la Izquierda Democrática (SDL) y el Partido de la Coalición Húngara (SMK-MKP). Este acuerdo inicial no tuvo éxito, y el primer ministro Mikuláš Dzurinda (KDH) anunció la creación del nuevo partido Unión Democrática y Cristiana Eslovaca (SDKÚ) en el año 2000. Algunos miembros del SDK se unieron al nuevo partido, mientras que otros regresaron a sus partidos originales.

### Reformas de 1998-2006
Después de su creación, la mayoría de los ministros del gobierno eslovaco eran miembros del SDKÚ. SDKÚ fue considerada como el mayor partido orientada a la reformas. Sus socios de la coalición eran el Partido de la Coalición Húngara, Partido del Entendimiento Cívico y el Partido de la Izquierda Democrática.
En las elecciones parlamentarias de 2006, el partido obtuvo el 18,4% de los votos y 31 de los 150 escaños en el Consejo Nacional. A pesar de la pérdida de un gran número de votos, el partido todavía era capaz de formar gobierno de coalición con ex aliados, como el Movimiento Demócrata Cristiano, Partido de la Coalición Húngara y el nuevo partido Alianza del Nuevo Ciudadano.

### Desde las elecciones del 2010
Para la elección parlamentaria de 2010, Dzurinda produjo un cambio del número uno en la lista del partido a Iveta Radičová, aunque él seguía siendo el presidente del partido. En esta elección, el partido obtuvo 15,42% de los votos que corresponde a 28 escaños en el Consejo. Iveta Radičová se convirtió en la primera mujer primer ministro en la historia de Eslovaquia, mediante la formación de un nuevo gobierno de centro-derecha consistido en SDKÚ-DS, SaS, MOST-HÍD y KDH. 
El gobierno colapsó el 11 de octubre de 2011 después de la pérdida de confianza en el Parlamento debido a la incapacidad del gobierno de superar la crisis económica en la eurozona. Radičová decidió posteriormente no tomar la candidatura a las próximas elecciones y sirvió como primer ministro hasta que el gobierno socialista asumió el cargo el 4 de abril de 2012.
Mikuláš Dzurinda lideró el partido para las elecciones parlamentarias de 2012. El partido tuvo un gran desplome al caer al quinto puesto, recibiendo solamente el 6,09% de los votos y la pérdida de más de la mitad de sus escaños. Dzurinda optó por renunciar a su cargo como presidente de SKDÚ-DS, y un congreso del partido se llevó a cabo el 19 de mayo de 2012 eligiendo como nuevo líder a Pavol Frešo.
Para las elecciones parlamentarias de 2016, debido a conflictos internos durante el período anterior, el SDKÚ-DS prácticamente se vino abajo desde el interior, cuando sus propios miembros del parlamento optaron por abandonar el partido. Como resultado, Frešo tuvo una posición difícil incluso si su campaña se desarrollaba en un consenso de los partidos de derecha contra el gobernante SMER-SD. En el día de la elección, adquirieron solamente 0,27% de los votos y quedando fuera del Consejo Nacional, siendo este su peor resultado en la historia.
Frešo ha comentado que la SDKÚ-DS se mantiene como el único partido que ha defendido abiertamente las ideas europeas, oponiéndose a la construcción de vallas contra los inmigrantes en la crisis migratoria en Europa. El presidente dijo que su situación actual es un gran reto para recuperar la confianza.

## Resultados electorales
| Fecha | Votos        | %     | Diputados | +/- | Estatus                           |
| ----- | ------------ | ----- | --------- | --- | --------------------------------- |
| 2002  | 433.953 (#2) | 15,09 | 28/150    |     | Coalición con MKP y ANO           |
| 2006  | 422.815 (#2) | 18,35 | 31/150    | 3   | Oposición                         |
| 2010  | 390.042 (#2) | 15,42 | 28/150    | 3   | Coalición con SaS, KDH y Most–Híd |
| 2012  | 155.744 (#5) | 6,09  | 11/150    | 17  | Oposición                         |
| 2016  | 128.908 (#9) | 4,94  | 0/150     | 11  | Extraparlamentario                |

- Datos: Q837296